# Een Haarlemmermeer
Een Haarlemmermeer is een lokale politieke partij in de gemeente Haarlemmermeer. Van oorsprong is het een afdeling van Trots op Nederland. Bij de gemeenteraadsverkiezingen van 2010 behaalde de partij twee zetels. In 2012 gingen de twee raadsleden als lokale partij verder. Sinds 2014 bezet de partij één zetel in de gemeenteraad. 

## Geschiedenis
In 2010 werd een lokale afdeling van Trots op Nederland opgericht als TON Haarlemmermeer. Lijsttrekker was Conny de Bree. De partij behaalde bij de raadsverkiezingen van 2010 twee zetels. Naast Conny de Bree werd Hans Spijker geïnstalleerd in de raad. Toen Rita Verdonk in 2011 de landelijke partij verliet, besloten enkele plaatselijke afdelingen, waaronder Haarlemmermeer te blijven bestaan onder eigen naam. In 2012 was de ontevredenheid over de partij zo groot dat de afdeling Haarlemmermeer Trots op Nederland verliet en verder ging als 'Een Haarlemmermeer'. In hetzelfde jaar vertrok fractievoorzitter De Bree na ruzie met collega raadslid Spijker en fractie-assistent Angelique de Haan. Deze hadden een motie van wantrouwen tegen De Bree ingediend. Die besloot daarop uit de partij te stappen en zich aan te sluiten bij de lokale afdeling van Forza!. Hierdoor bleef Een Haarlemmermeer achter met één zetel. Raadslid Spijker bleef als eenmansfractie ook na de raadsverkiezingen van 2014 'Een Haarlemmermeer' vertegenwoordigen. De partij nam voor een groot deel afstand van de oude standpunten van Trots op Nederland.
Bij de herindelingsverkiezingen van 2018 in de gemeente Haarlemmermeer, behield de partij haar enige zetel in de gemeenteraad.

## Standpunten
De standpunten van Een Haarlemmermeer zijn onder andere: meer participatie voor de burgers, een betaalbare zorg door de overheid, meer aandacht en vrijheid voor 55+ers, Geen lastenverzwaringen voor zzp'ers, meer veiligheid en minder geld naar duurzame energie.